# Набок Микола Данилович
Микола Данилович Набок (6 листопада 1929, Україна — 26 серпня 1968, поблизу Зволена, ЧССР) — капітан, командир екіпажу Ан-12Б у складі 374-го військово-транспортного авіаційного полку 12-ї ВТАД ВПС СРСР.

## Біографія
Народився 6 грудня 1929 року в місті Городище Київської області, Українська РСР. За національністю — українець. Призваний на військову службу Печерським районним військкоматом міста Києва. Служив у званні капітана, обіймав посаду командира транспортного літака Ан-12Б.

## Загибель

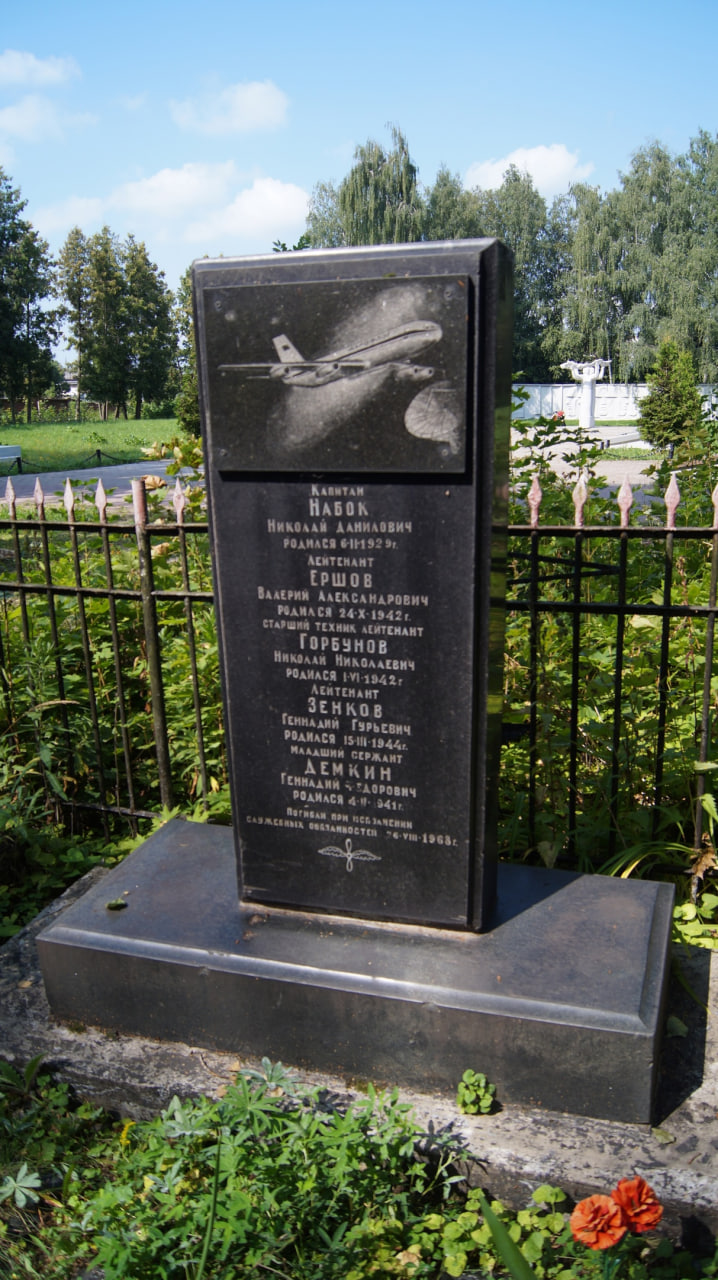
Спільна могила екіпажу літака Ан-12Б. Тула, РФ.

26 серпня 1968 року, під час операції «Дунай» — військового вторгнення військ країн Варшавського договору до Чехословаччини, — капітан Микола Данилович Набок перебував на борту військово-транспортного літака Ан-12Б, що належав 374-му військово-транспортному авіаційному полку (Тула).
Під час заходу на посадку в районі міста Зволен (тоді Чехословаччина, нині Словаччина) літак зазнав вогневого ураження з землі. Один із паливопроводів двигуна №4 був пошкоджений, що призвело до його переходу в режим авторотації. Система автоматичного флюгуванням гвинта не спрацювала. Літак почав некеровано знижуватися з правим креном. Через кілька секунд він зіткнувся зі схилом пагорба під кутом приблизно 45°, вибухнув і повністю згорів.
На борту перебувало 6 осіб, п'ятеро з них загинули, у тому числі й капітан Набок, були поховані на Всесвятському кладовищі у Тулі.